# Rose Hill (Illinois)
Pour les articles homonymes, voir Rose Hill.
Rose Hill est un village du comté de Jasper dans l'Illinois, aux États-Unis,. Situé au nord du comté, il est incorporé le 8 avril 1902.

## Démographie
Lors du recensement de 2010, le village comptait une population de 80 habitants. Elle est estimée, en 2016, à 79 habitants.

## Source de la traduction
- (en) Cet article est partiellement ou en totalité issu de l’article de Wikipédia en anglais intitulé « Rose Hill, Illinois » (voir la liste des auteurs).